# 1364

Пізнє Середньовіччя •  Реконкіста •  Ганза •  Авіньйонський полон пап •  Монгольська імперія •  Столітня війна

## Геополітична ситуація
Імператором Візантії є Іоанн V Палеолог (до 1376), османських турків очолює султан Мурад I (до 1389). Карл IV Люксембург має титул імператора Священної Римської імперії (до 1378). Рудольф IV Габсбург править Австрійським герцогством. Королем Франції є Карл V Мудрий (до 1380).
Апеннінський півострів розділений: північ належить Священній Римській імперії, середню частину займає Папська область, південь належить Неаполітанському королівству. Деякі міста півночі: Венеція, Піза, Генуя тощо, мають статус міст-республік. Триває боротьба гвельфів та гібелінів.
Майже весь Піренейський півострів займають християнські Кастилія і Леон, де править Педро I (до 1366), Арагонське королівство та Португалія, під владою маврів залишилися тільки землі на самому півдні. Едуард III королює в Англії (до 1377), Магнус Еріксон є королем Швеції (до 1364), а його син Гокон VI — Норвегії та, спільно з батьком, Швеції (до 1380). Альтернативним королем Швеції є Альбрехт Мекленбурзький (до 1389). У Польщі королює Казимир III (до 1370). У Литві княжить Ольгерд (до 1377).
Руські землі перебувають під владою Золотої Орди. Триває війна за галицько-волинську спадщину між Польщею та Литвою. Польський король Казимир III захопив Галичину, литовський князь Ольгерд — Волинь.
У Києві княжить Володимир Ольгердович (до 1394). Ярлик на володимирське князівство має московський князь Дмитро Донський (до 1389).
Монгольська імперія займає більшу частину Азії, але вона розділена на окремі улуси, що воюють між собою. У Китаї, зокрема, править монгольська династія Юань. У Єгипті владу утримують мамлюки.Мариніди правлять у Магрибі. Делійський султанат є наймогутнішою державою Індії. В Японії триває період Муроматі.
Цивілізація мая переживає посткласичний період. Почали зароджуватися цивілізація ацтеків та інків.

## Події
- 12 травня указом короля Казимира Великого у Кракові створено «студіум генерале», що дало початок Ягеллонському університету — одному з перших університетів у Центральній Європі.
- Королем Франції короновано Карла V, прозваного Мудрим.
- Війна за Бретонську спадщину завершилася перемогою Жана де Монфора.
- Габсбурги та Люксембурги домовилися про передачу спадщини, якщо одна з родин згасне.
- Альбрехт Мекленбурзький заволодів Швецією, вигнавши Магнуса Еріксона та його сина Гокона VI Норвезького.
- Флоренція здобула перемогу над Пізою в битві біля Кашини.
- Два кораблі з Дьєпа висадилися в районі Зеленого Мису й заснували торгову факторію.
- На території сучасної М'янми виникла держава Ава.

## Померли
- 8 квітня — У Лондоні в полоні у віці 45-ти років помер Іоанн II Добрий, французький король з 1350 з династії Валуа.